# Église du Sacré-Cœur-de-Jésus de Montréal
Pour les articles homonymes, voir Église du Sacré-Cœur.
L'église du Sacré-Coeur-de-Jésus est un lieu de culte catholique située à 2000, rue Alexandre-DeSève à Montréal au Québec, Canada.

## Histoire
Le 11 décembre 1875, Ignace Bourget, évêque de Montréal, érige canoniquement la paroisse Sacré-Coeur-de-Jésus. Deux mois plus tard, la paroisse fait l'acquisition d'un vieux moulin qu'elle transforme en église. Cet édifice sert au culte jusqu'en 1877, époque à laquelle est bénite la crypte de l'église commencée au mois de février 1876 sous la direction de l'architecte Adolphe Lévesque. En raison d'une crise économique, les travaux sont interrompus pendant dix ans. En 1886, Édouard-Charles Fabre, archevêque de Montréal, demande à l'architecte Joseph Venne de dessiner de nouveaux plans pour l'église. Les travaux sont repris et la nouvelle église est inaugurée le jour de Noël 1887.
La nouvelle église se distingue par son style gothique flamboyant du XVe siècle. Un clocher de près de 80 m orne la façade du vaste édifice de plus de 4 300 m2. Le vestibule s'ouvre sur une nef de sept travées.
Le 4 avril 1922, un incendie détruit l'intérieur de l'église ainsi que la flèche du clocher. Lors de la reconstruction dans les mêmes murs, un nouveau matériau, le béton armé, est utilisé pour une des premières fois. Cette technique permet d'ornementer les arcs de fines nervures qui allègent l'ensemble tout en conservant le style gothique recherché par Venne. La flèche du clocher n'est cependant pas reconstruite.

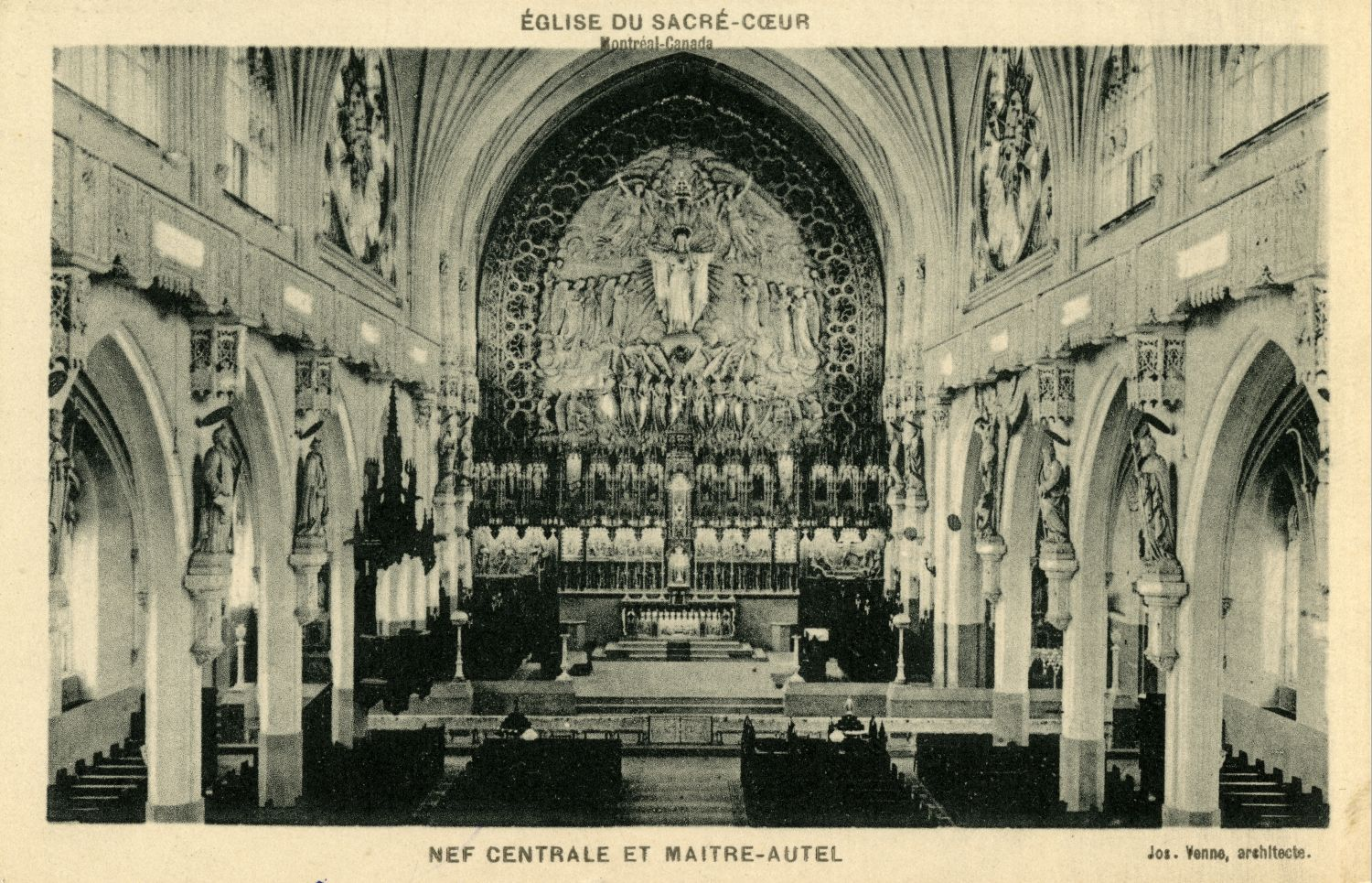
L'intérieur en 1930

L'intérieur est reconstruit en 1922-1923 selon les plans des architectes Joseph et Émile Venne. La chaire en bois sculpté est le seul élément de la première église à ne pas avoir été détruit dans l'incendie de 1922. La sacristie est dotée de boiseries. 
Toute l'architecture converge vers le chœur occupé par un maître-autel en marbre blanc orné de trois bas-reliefs encadrés des statues des évangélistes. L'arrière est occupée par un retable de stuc. Dans la partie inférieure, une série de bas-reliefs représentent des scènes bibliques. Douze mosaïques de verre multicolore et de moulages présentent un groupe de saints et saintes. Enfin, un haut-relief représentant l'apothéose du Sacré-Cœur de Jésus entouré d'anges qui portent sa couronne céleste domine le tout. Le moulage est réalisé par la maison Carli et Petrucci de Montréal
Lorsque le clocher centenaire a dû être rabaissé à l’automne 2020 faute d’argent pour sa restauration, ses cinq cloches de bronze ont été installées à l'intérieur sur des socles conçus par André Fournelle.
L'édifice a reçu la cote « supérieur » de la part du Conseil du patrimoine religieux du Québec et celui « d'immeuble de valeur patrimoniale exceptionnelle » de la part de la ville de Montréal.

## L'orgue
Un premier instrument de 42 jeux répartis sur trois claviers et pédalier est installé en 1891 par Louis Mitchell. 
En 1917, la maison Casavant Frères construit un nouvel instrument de 53 jeux répartis sur quatre claviers et pédalier, Opus 697, en utilisant une partie du matériel sonore de Mitchell et en y ajoutant un clavier de Solo. Cet instrument est détruit lors de l'incendie de 1922.
L'instrument actuel, inauguré le 23 décembre 1928 par Eugène Lapierre, est dans son état original et n'a subi aucune modification.

## Galerie

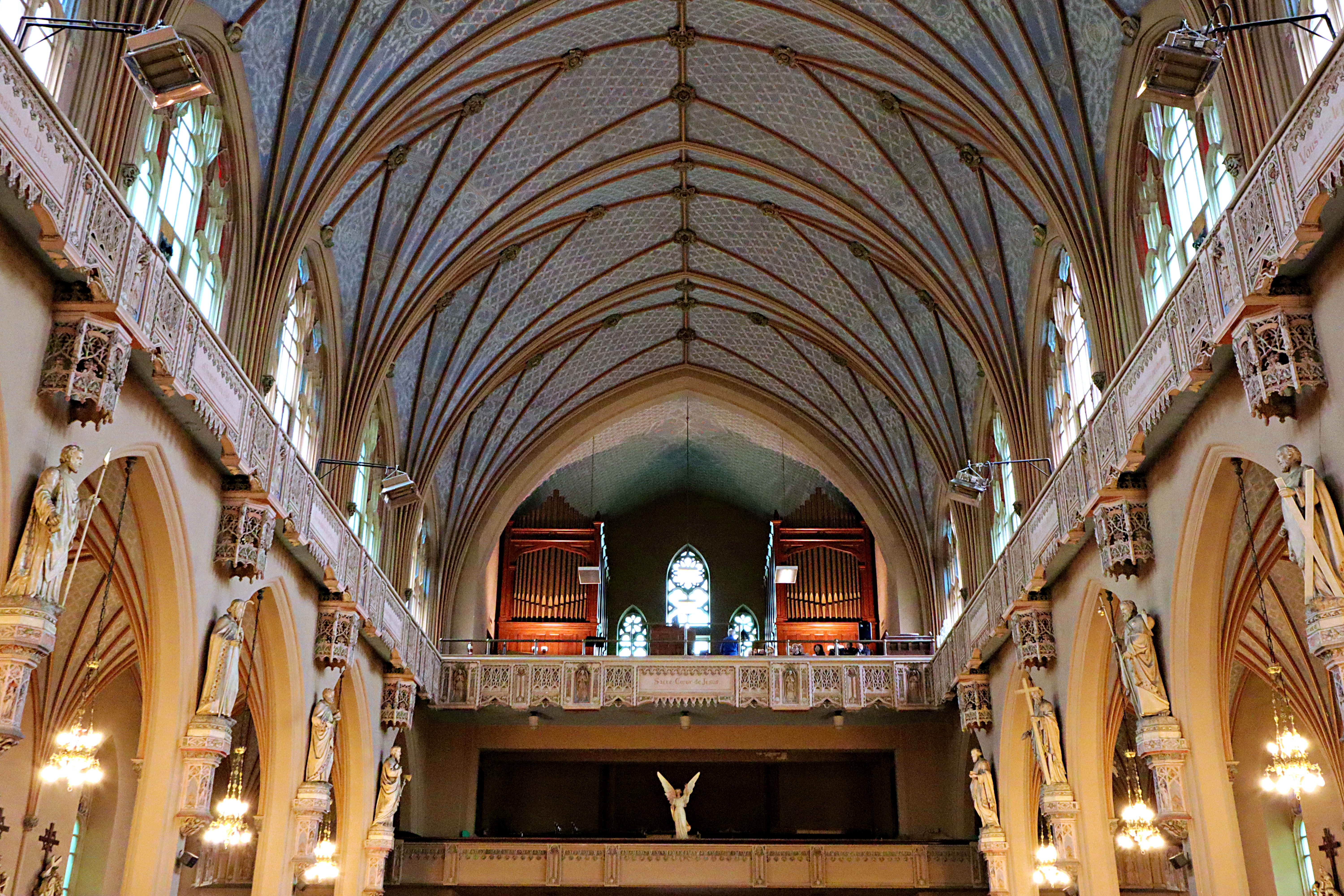
Nef
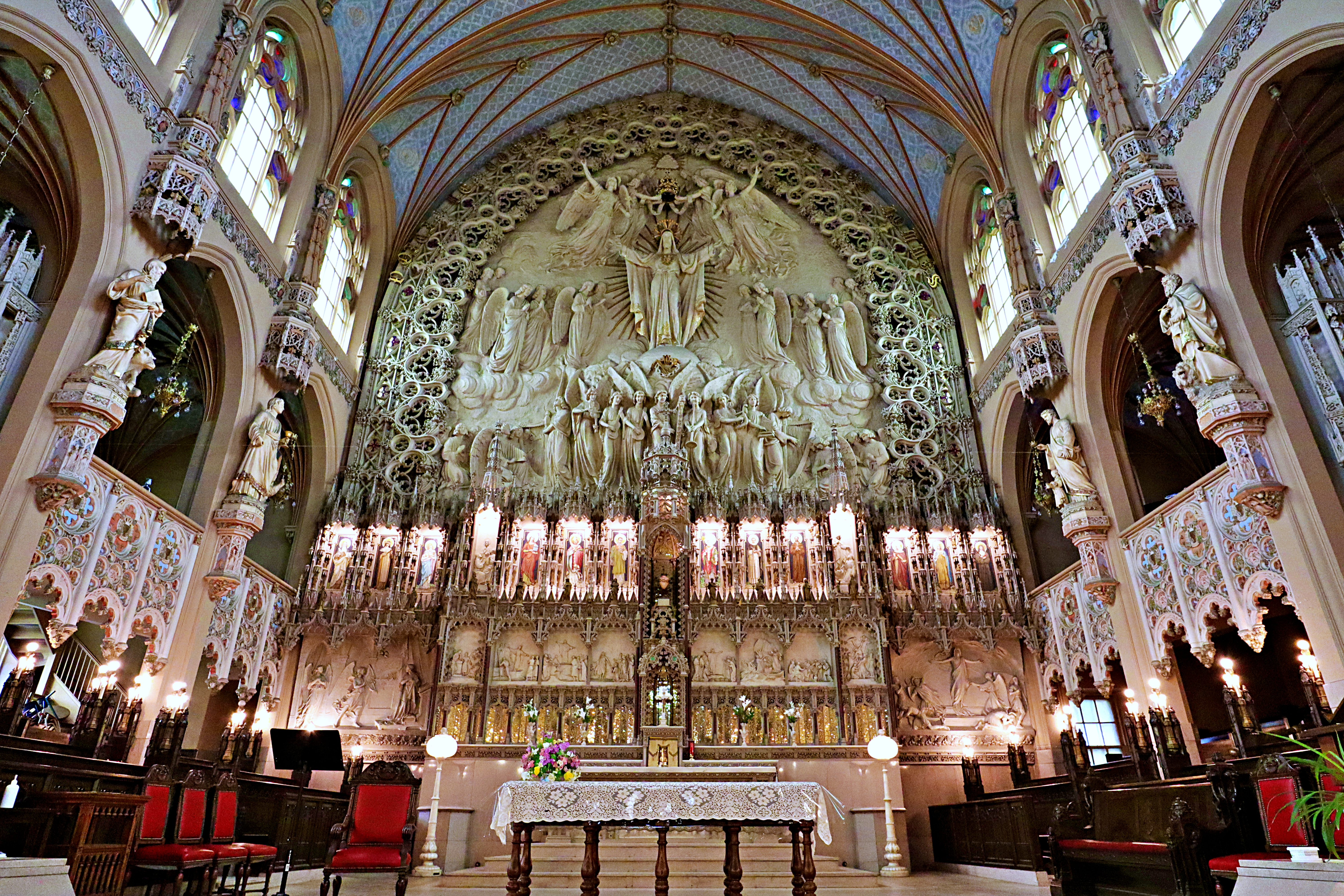
Chœur
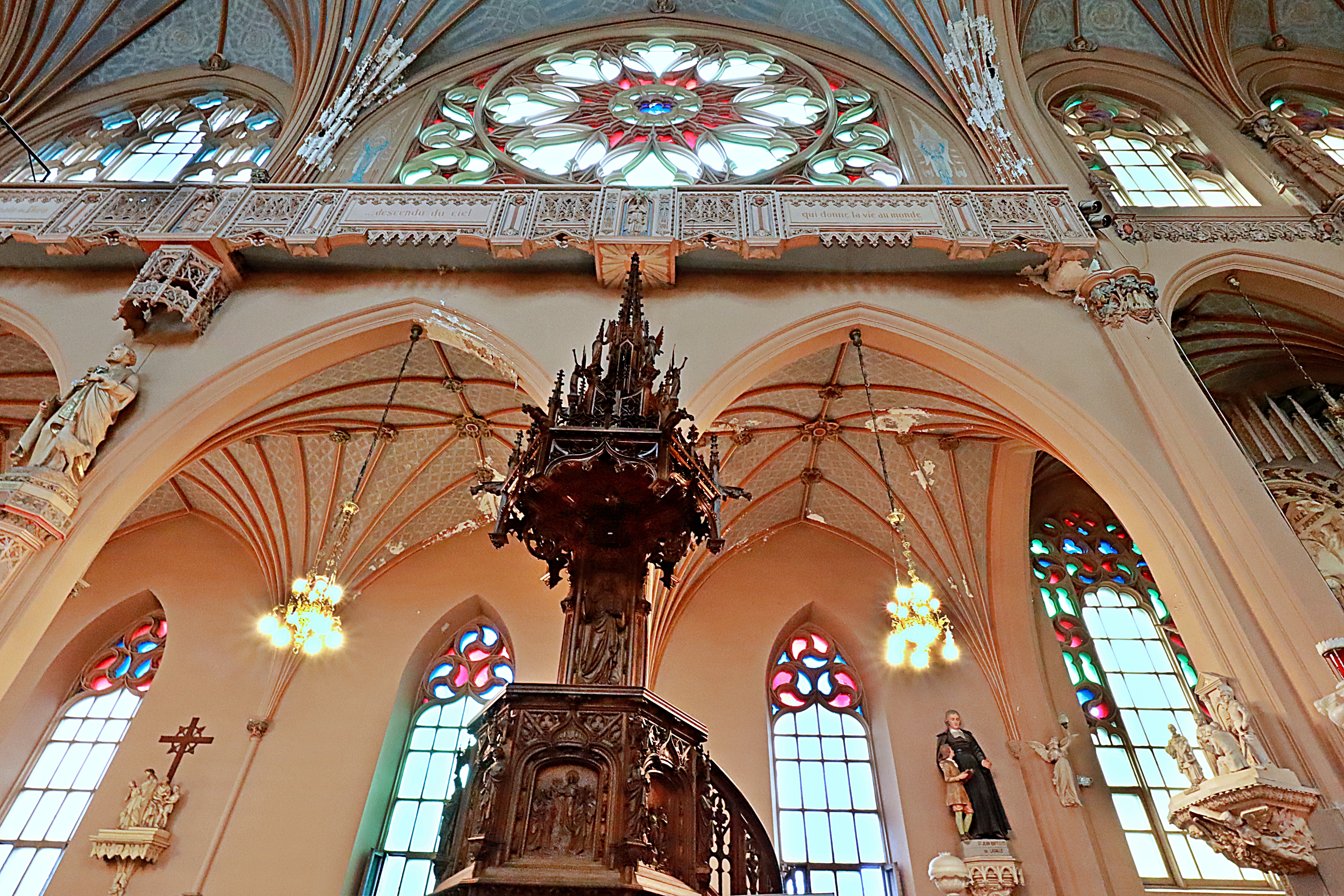
Chaire
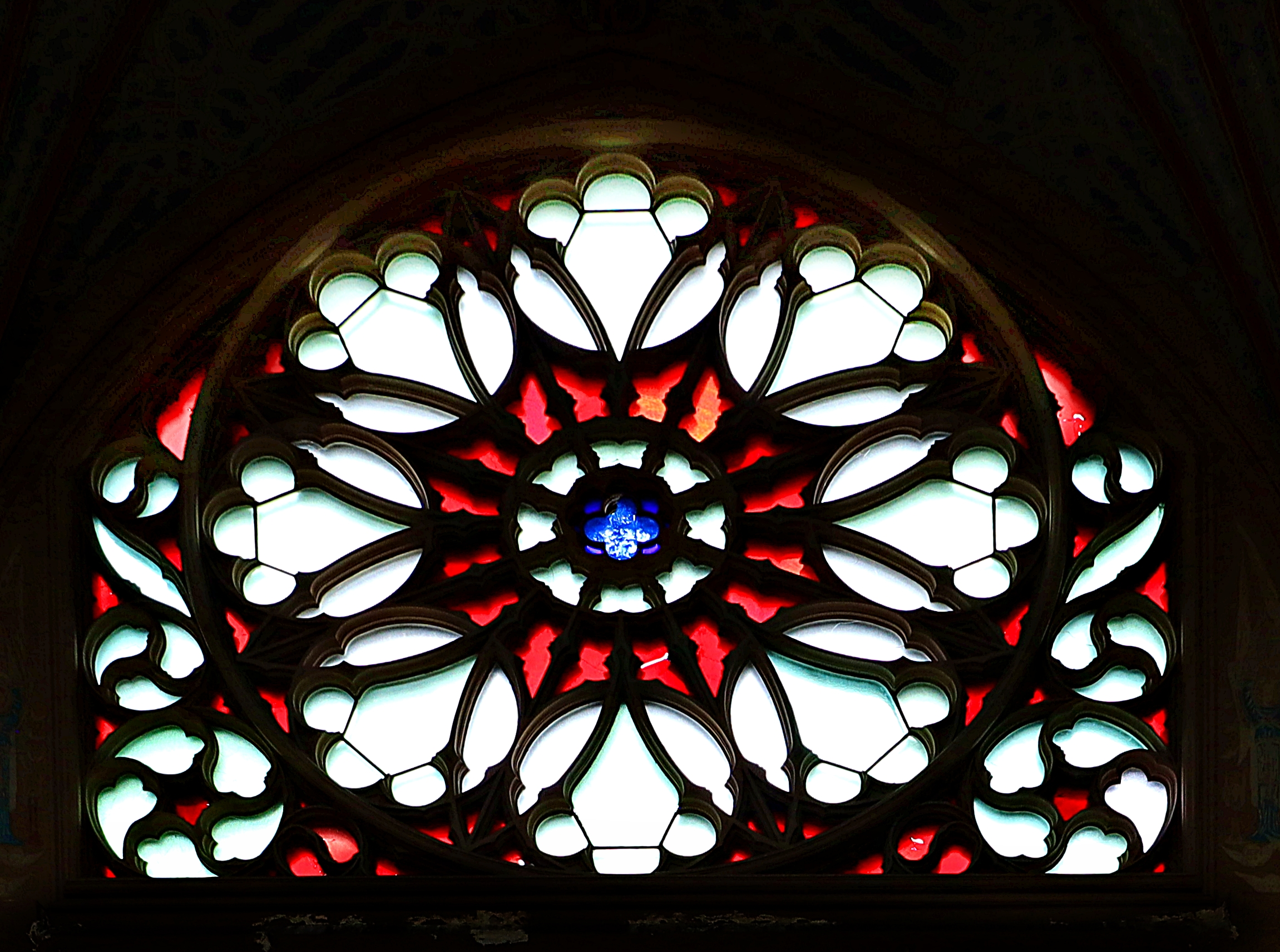
Rosace